# Яковишин Леонід Григорович
Леонід Григорович Яковишин (19 травня 1939, Козятин, Вінницька область — 26 липня 2025, Київ) — український аграрій, політик і публіцист. Генеральний директор ТОВ «Земля і воля», народний депутат України 12 (1) скликання.

## Життєпис
Народився 19 травня 1939 року в Козятині Вінницької області в родині службовця, був одружений; мав двох дітей.

### Освіта
- Уманський сільськогосподарський інститут (1956—1961), агроном
- Аспірантура Київської сільськогосподарської академії, кандидат економічних наук  (за матеріалами Чернігівської області), 1984 р.

### Кар'єра
- з 1961 — старший агроном, дослідно-показовий радгосп «Мирогощанський» Дубнівського району Рівненської області.
- з 1962 — старший агроном-інспектор, Дубнівське територіальне колгоспно-радгоспне управління.
- з 1964 — старший агроном, Рівненське управління хлібопродуктів.
- з 1965 — агроном, Рівненське управління сільського господарства.
- з 1966 — начальник, Костопільське районне управління сільського господарства Рівненської області.
- з 1970 — директор Майнівського радгоспу-технікуму (1978 — перейменований на Бобровицький радгосп-технікум)
- з 1995 — генеральний директор ТОВ «Земля і воля», створеного на базі реорганізованого Бобровицького радгоспу-технікуму, місто Бобровиця Чернігівської області.

Помер 26 липня 2025 року у віці 86 років у Києві, у Національному науковому центрі хірургії та трансплантології, де провів останні дні життя. Похований 29 липня в побудованому для себе масштабному мавзолеї на околиці Бобровиці Чернігівської області.

## Політична діяльність
- Народний депутат України першого скликання з березня 1990 (2-й тур) до квітня 1994 р., (Козелецький виборчий округ № 44, Чернігівська область), На час виборів: Бобровицький радгосп-технікум, директор, член КПРС. 1-й тур: з'явилося на голосування 95,4 %, за — 29 %. 2-й тур: з'явилося — 92,9 %, за — 58,8 %. Три суперники, основний — Немець Г. Т., Козелецький районний комітет КПУ, перший секретар. 1-й тур — 34,9 %, 2-й тур — 36 %.
- Заступник голови Комісії Верховної Ради України з питань Чорнобильської катастрофи, член Комісії Верховної Ради України з питань боротьби з організованою злочинністю, корупцією і хабарництвом (з 1993 року). Групи «Аграрники», «Рада».
- З квітня 1994 року — радник виконувача обов'язків Прем'єр-міністра України Юхима Звягільського.
- Липень 1994 — червень 1995 року — радник Прем'єр-міністра України Віталія Масола.
- З липня 1997 року — позаштатний радник Першого заступника Голови Верховної Ради України.

## Літературна діяльність
У 2016 р. видав книгу «З нестихаючим сердечним щемом» — статті, інтерв'ю, опубліковані в районних, обласних і центральних газетах за період з 1988 по листопад 2016 року. Публікувався в газеті «Чернігівщина» та іншій місцевій періодиці.

## Нагороди
- Звання Герой України з врученням ордена Держави (22 серпня 2004 року) — за визначні особисті заслуги перед Українською державою у розвитку агропромислового комплексу, досягнення високих виробничих показників, багаторічну самовіддану працю[5]
- Орден «Знак Пошани»

## Цікаві факти
На будівництво своєї усипальниці Яковишин витратив $3 млн, у мавзолеї встановлені копії вітражів 600-річного німецького храму та чотири позолочені скульптури Яковишина, що зображують його у різному віці — у 20, 40, 60 і 80 років, а також саркофаг вагою 23 тонни та ціною $150 тис., що є копією саркофага Наполеона. Яковишин стверджував, що за основу мавзолею він узяв мавзолей Наполеона Бонапарта, але на думку Яковишина, усипальниця Наполеона «бідніша». За його словами, на будівництво мавзолею пішло 10 років.